# 이지백
이지백(李知白 또는 李知伯: 생몰년 미상)은 고려 전기의 관인이다.

## 개요
983년(성종 2년) 좌승(左丞)으로써 간의대부(諫議大夫)로 임명되었다.
993년(성종 12년) 거란의 소손녕(蕭遜寧) 등이 이끄는 대규모 병력(기록에는 80만 명으로 일컬었다)이 고려를 침공하였을 때, 서경 이북의 땅을 할양하라는 거란의 요구에 대부분의 신료들이 찬성하는 가운데 서희(徐熙)가 나서서 거란이 대규모 병력을 거느리고 와서 영토를 할양하라고 요구한다고 제대로 싸워보지도 않고 땅을 내어주는 것은 맞지 않다고 반대하였고, 이지백도 나서서 나은의 시를 인용해 촉(蜀)의 후주 유선(後主 劉禪)에게 위(魏)에 항복할 것을 권했던 초주(譙周)의 고사를 들어 반대하면서 일단 금은과 보물을 소손녕에게 뇌물로 보내면서 거란이 고려로 침략한 까닭을 살피는 것이 우선이며, 아울러 성종이 폐지했던 연등회(燃燈會)나 팔관회(八關會), 선랑(仙郞) 등의 행사를 다시 거행하고 '다른 나라의 색다른 풍속'[他方異法]을 좇지 않음으로써 국가를 보전하고 태평을 이루어야 한다고 주장했다. 이는 당시 성종이 중국의 풍습을 즐겨 따르려는 것에 '나라 사람들이 좋아하지 않았던 것'을 반영한 것이었다.
성종은 서희와 이지백의 건의대로 서경 이북의 땅을 거란에 할양한다는 계획을 중지하였으며, 이후 안융진에서 고려의 대도수와 낭장 유방 등이 거란을 상대로 승리를 거두고, 이어 서희와 소손녕의 외교 교섭으로 거란은 고려가 고구려 옛 땅을 수복하고 거란과 국경을 인접하게 되면 양국이 수교한다는 조건으로 병력을 철수시켰으며 고려는 압록강 인근의 여진족을 내쫓고 압록강 남쪽 서북면에 6개의 주를 설치, 고려령으로 삼았다.
995년(성종 14년) 거란에 사신으로 파견되었다.
1027년(현종 18년)에 서희와 함께 성종의 묘정에 배향되었다.
1033년(덕종 2년)에 대광(大匡)으로 추증되었다.

## 이지백이 등장한 매체
- 《천추태후》(KBS, 2009년~2009년, 배우:전무송) 分

## 참고 자료
- 《고려사》
- 《요사》
- 《갑을집》
- 《익재난고》

## 같이 보기
- 고려-거란 전쟁
- 서희